# Barkanoid
Barkonid ist ein erstmals 1986 für den Atari veröffentlichter Breakout-Klon.
Neue Versionen erschienen als Barkanoid 1997/98 für Windows 3.1 und ab 2004 für Windows mit DirectX und die plattformunabhängige Bibliothek SDL (u. a. Linux, macOS, MorphOS).
Erinnerte Barkanoid für Windows 3.x noch sehr an DOS-basierte Spiele und war nur im Fenstermodus spielbar, so wurden ab Barkanoid II gleich mehrere Neuerungen eingeführt:
- DirectX unter anderem für den Vollbildmodus
- Multi-Player-Modus zum Spielen im LAN oder Internet
- Level-Editor zur Gestaltung eigener Levels durch den Spieler

Innovativ war das neu eingeführte Wettersystem, das die Boni Regen, Schneefall und sogar Nebel bereithielt. Die Wettereffekte konnten wegen fehlender Rechenleistung der verschiedenen Plattformen nur begrenzt umgesetzt werden. Bei der Pegasos-Version fehlen sie ganz.

## Geschichte
Barkanoid für Atari 400 und 800, 1986
- Programmierung: Maik Heinzig
- Grafik: Maik Heinzig
- Publisher: mhs-studio

Barkonid für Atari 400, 800, XL und XE, 1990
- Programmierung: Maik Heinzig
- Grafik: Maik Heinzig
- Publisher: mhs-studio

Galaxi Barkonid für Atari 400, 800, XL und XE, 1991
- Programmierung: Maik Heinzig
- Grafik: Maik Heinzig
- Publisher: mhs-studio

Barkanoid für Windows 3.x, Windows 9x und Windows NT (ab NT 4.0), 1997/98
- Programmierung: Maik Heinzig
- Grafik: Maik Heinzig, Katrin Bernecker
- Publisher: ak tronic Software & Services
- Musik: Egon Maase

Barkanoid Gold für Windows 3.x, Windows 9x und Windows NT (ab NT 4.0), 2000/01
- Programmierung: Maik Heinzig
- Grafik: Maik Heinzig, Kartin Bernecker
- Publisher: Magnussoft Deutschland GmbH, ak tronic Software & Services
- Musik: Egon Maase

Barkanoid II für Windows 9x (ab Windows 98) und Windows NT (Windows 2000 und XP), 2003/04; für Linux und Mac OS X, 2004
- Programmierung: Maik Heinzig, Multi-Player Modus: Michael Schuster
- Grafik: Katrin Bernecker, Torsten Jänicke
- Musik: Ramiro Vaca
- Sound Fx: Egon Maase
- Publisher: Magnussoft Deutschland GmbH, ak tronic Software & Services

Version für Mac OS X, Linux und MorphOS (Pegasos) von Runesoft
Version für Mac OS X und Linux, 2004, auch Koch Media
Barkanoid III für Windows NT (Windows 2000, XP und Vista), 2006
- Programmierung: Maik Heinzig
- Grafik: Chie Kimoto, Jeanette Tutzschky
- Musik: Egon Maase
- Publisher: ak tronic (Software Pyramide)

Barkanoid III Gold für Windows NT (Windows 2000, XP und Vista), 2007
- Programmierung: Maik Heinzig
- Grafik: Chie Kimoto, Jeanette Tutzschky
- Musik: Egon Maase
- Publisher: Magnussoft Deutschland GmbH, KOCH Media

## Markenzeichen
Barkanoid ist ein seit 2006 weltweit eingetragenes Markenzeichen.